# 傳奇 (小說)

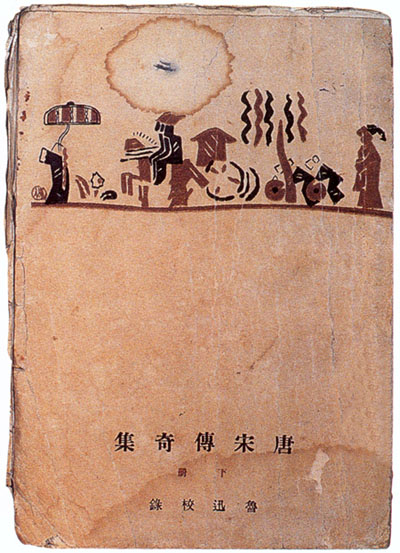
魯迅輯校《唐宋傳奇集》下冊，1928初版。

傳奇，指中國唐代開始的虛構性的文言短篇小說，往往專指唐代小說，又稱唐傳奇或傳奇文。傳奇上承六朝神怪小說，始創於初唐，大盛於中唐，衰落於宋代，題材大致上可分愛情、志怪、豪俠、歷史四類，代表作品有《古鏡記》、《補江總白猿傳》、沈既濟《枕中記》、《任氏傳》、元稹《會真記》（又稱《崔鶯鶯傳》）、蔣防《霍小玉傳》、白行簡《李娃傳》、李公佐《南柯太守傳》、陳鴻《長恨歌傳》、袁郊《紅線傳》、杜光庭《虬髯客傳》等。典型的傳奇與一般筆記小說不同，具有複雜情節，曲折描寫，不是實事的記錄，而是有意識的創作:230，首度建立中國短篇小說的形式，提供大量故事素材，對後世小說和戲曲都有重大影響。以「傳奇」指唐代小說，是約定俗成的做法:7，其定義是模糊的，具體包括哪些作品，學者意見互有出入:252:30。部份學者把「傳奇」界定為筆記小說以外一切的文言虛構性小說，把傳奇下限推到清代:1。

## 詞源
中國小說中，唐朝的文言小說，又稱「傳奇」，始見於北宋陳師道的《後山詩話》，其中描述「范文正公為〈岳陽樓記〉，用對語說時景，尹師魯讀之曰：『傳奇體耳！』《傳奇》，唐裴鉶所著小說名也。」（《傳奇》在唐代為短篇小說集），到宋代漸為唐朝小說的代稱。
唐末裴鉶的故事集《傳奇》，意思是奇異的故事，傳奇之「奇」，在於故事情節、人物、情感或風格:73。到南宋時，開始用「傳奇」一詞泛指唐代虛構性的小說，成為文體分類:73。
明朝胡應麟《少室山房筆叢》卷二十八，將小說概分六類，其中「一曰傳奇：《飛燕》，《太真》，《崔鶯》，《霍玉》之類是也」，至此「傳奇」成為唐朝文言小說的定稱。

## 興起原因
中國古典小說，特別是東漢、魏晉的志怪小說，提供傳奇發展的基礎；傳奇的興起，也受古文運動、變文詩歌、佛經文學、道教思想和歷史傳記的影響:73:24，司馬遷《史記》的筆法對傳奇影響尤深:85。
唐代社會生產力發展，城市經濟繁榮，對文化娛樂的需要有所增加；都市經濟繁榮，提供豐富的主題和素材:125，文人開始有意識地用虛構手法寫小說，企圖以小說表現自己的文學才能:5，促使傳奇流行。
有人認為唐代科舉考生的行卷，常把小說送給考官，以博青睞，促使傳奇流行，如李復言的《續玄怪錄》乃為行卷而作:74；但也有學者認為此說並無根據:75。

## 來源
傳奇的作者主要是科舉出身的官員，故事來自士大夫在旅途、宴飲、交談時的聽聞，寫成後在友人間傳閱:9-11:74-75。部份故事取材自真實人物，如蔣防《霍小玉傳》講述善妒的詩人李益:123，陳玄祐《離魂記》以宰相張鎰為故事素材:183，李復言《辛公平上仙》取材自唐憲宗或唐順宗被宦官所謀殺的傳聞:75。部份傳奇的主題則借鑑自志怪小說:5或民間傳說，如李公佐《南柯太守傳》源自東晉干寶《搜神記》中，盧汾夢入蟻穴的故事:34，白行簡《李娃傳》據民間故事「一枝花」改寫:132。傳奇有些情節或素材源自域外，如《梁四公記》講述訓練鳥類為人取來寶石，《天方夜譚》亦有相同主題:91；《杜子春傳》的故事出自玄奘《大唐西域記》中的印度烈士池的故事；李朝威《柳毅傳》中龍女與人結婚的情節，源出釋道世《法苑珠林》:114、20。

## 發展

### 初唐盛唐
傳奇誕生於高宗、武后時期。初唐及盛唐時，傳奇小說數量少，思想內容不高，六朝志怪小說的影響還很重，現存作品僅有3部:20、11：題王度《古鏡記》、無名氏《補江總白猿傳》、張鷟《游仙窟》，都成書於高宗、武后時期，盛唐時則一部都沒有:14、16-17。當中《補江總白猿傳》最為上乘，描寫白猿搶掠美婦，其夫君深入猿宮，殺死白猿，救回愛妻。故事把白猿的矛盾性格寫得栩栩如生，引人入勝，是傳奇的開山鼻祖:82:127。《游仙窟》寫一男子與兩位仙女的愛情，有露骨的性愛描寫:83。

### 中唐
中唐時期是傳奇的黃金時代:10，作者蔚起，作品數量較多，素質較高，從內容到形式都顯得豐富多采。神鬼怪異遺風雖未掃淨，但現實生活氣息已壓倒神鬼的氣息:227。當時主題以諷刺、愛情、歷史小說為主，最精采的是愛情小說，以離合散聚為主題，成為傳奇的典範，代表作有元稹《會真記》（《崔鶯鶯傳》）、蔣防《霍小玉傳》、白行簡《李娃傳》，人物性格豐富，栩栩如生:227:84。781年沈既濟《任氏傳》是傳奇的成熟作品，開啟了唐代小說的新時代:195-196，是志怪小說發展為傳奇的分水嶺，不再以奇異事件為中心，而是以語言藝術和人物刻劃為重點。小說中狐仙任氏引誘貧窮的書生鄭子，鄭子探知其為狐仙，依然加以追求，動之以誠，也得親友韋崟等相助，任氏成為鄭的妾。但韋崟也愛上了美豔的任氏，向任氏求愛，但任氏堅定，不為所動，韋崟反被任氏勸退，後來鄭子赴官，要求任氏同往，任氏本來不願意，最後被夫婿迫往。結果鄭子在赴任途中，任氏被野狗所殺:118-120。許堯佐《柳氏傳》風格浪漫，講述名妓柳氏為番將所虜，又為勇將韓翃所救，幾許散聚後，二人終於聚首:222、226:85。820年代以後，士子對傳奇的創作熱情漸漸減退:364。

### 晚唐
晚唐時期，傳奇的神怪氣氛再度興盛，與現實生活逐漸疏遠，出現許多表現豪士俠客的作品，如薛調《無雙傳》、裴鉶《崑崙奴傳》、《聶隱娘傳》、袁郊《紅線傳》、杜光庭《虬髯客傳》，都是一時名作。《崑崙奴傳》講述一蠻族僕人，救出深宮中其主人心愛的女子，幫助主人得到愛情；《聶隱娘傳》講述聶隱娘少年時奇遇，師從一名奇特的比丘尼，學習武藝和法術，自擇夫婿，有許多英雄壯舉。:97、85尚有無名氏所著的《韋氏女》等。

### 宋代
宋代傳奇為數不多，如樂史《綠珠傳》及《楊太真外傳》、錢益或劉斧的《烏衣傳》、佚名《李師師外傳》等，當中樂史的作品較出色:164-166:31。宋代理學「文以載道」的立場，強調文學的道德教化，批評離經叛道的情節，局限了創作自由，削弱了想像力，加上白話小說的興起，文言小說退入次要地位，導致傳奇的沒落:72、163。此時算是宋代傳奇的小說，僅有《志誠張主管》而已。

### 明、清兩代
明清兩代，文言小說不及白話小說流行:238，當中不少文言短篇小說都承襲唐、宋傳奇的題材和手法，部份學者把這些作品也歸類為廣義的「傳奇」，如瞿佑《剪燈新話》:394中的《金鳳釵記》、馬中錫《中山狼傳》、蒲松齡《聊齋志異》中的《勞山道士》、《俠女》、《紅玉》等:xxii。《聊齋志異》收錄筆記和傳奇兩類文體的小說，並冶一爐:223-224。

## 題材
唐代傳奇小說題材主要分4類:xxi：

### 愛情
愛情小說在傳奇中佔最大比重，如蔣防《霍小玉傳》、白行簡《李娃傳》、元稹《會真記》（《崔鶯鶯傳》）等。有學者認為，傳奇的戀愛故事，批評門第制度，歌頌戀愛和婚姻自由:28。《會真記》是後世最著名的傳奇，講述張生與崔鶯鶯在寺中相遇，一見詩情，詩歌唱和，後來相約於西廂共度良宵，幾個月後張生赴考，拋棄情人，還認為她不貞潔，朋友都讚揚張生決定正確:88:121。《霍小玉傳》講述李益與妓女霍小玉原本發誓相伴終身，小玉預感難成眷侶，只要求李益把父母安排的婚事推遲八年；怎料李益科舉一高中就食言，立刻與一門當戶對的女子成婚，並避而不見小玉。小玉病重，面斥李益，加以呪詛，死後李益嫉妒成狂，休妻和虐待姬妾:123。《李娃傳》是最優秀的傳奇之一，情節戲劇性，首尾呼應，深切感人:130-132，講述年輕書生愛上名妓李娃，散盡錢財，被鴇母逐出，被父親笞撻，貧病交加，流浪街頭，再遇李娃；李娃一改態度，收留了他，令其攻讀，最後書生家庭也改變看法，承認其婚姻，故事極為罕見地大團圓結局:84。

### 志怪
傳奇志怪小說延續六朝志怪的傳統，摻雜佛、道思想，如初唐《古鏡記》，記載隋代王度從汾陰侯生身上得到一古鏡，從此在江湖上驅魔:74-82；李朝威《柳毅傳》講述柳毅在長安應試落第，回程路過涇水北岸，遇到一女子在牧羊，原來是受夫家虐待的龍宮公主，柳毅見義勇為，協助龍女送信龍宮求救。為了教喻和諷刺，傳奇志怪小說多借鬼神或冥界為寄託:29，代表作如沈既濟《枕中記》（《黃粱記》）、李公佐《南柯太守傳》等。《枕中記》勸人放棄爭名奪位的欲望，講述書生屢試不第，學業多艱，在旅店遇上道人，得一瓷枕，當時店主正在煮黃粱；他在夢中高中進士，身居高官，卻因讒言而被流放，絕望中獲赦免，官復原職，日後兒孫滿堂，壽終八十；他醒來時發覺，一鍋黃粱還未煮熟，由此悟出人生猶如一夢:293:105。《南柯太守傳》中，淳于棼仕途多艱，酒醉後到一王國，被封為南柯太守，還娶了公主，經歷一生的榮辱浮沉，醒來時發覺，所謂王國只是一座大蟻巢。事後淳于棼棄絕紅塵，對蟻巢卻略存留戀:105-106；故事諷刺官場黑暗、爭權奪位，論諷刺性與文筆技巧，《南柯太守傳》都凌駕《枕中記》:32:255。晚唐階段，還有李復言所撰的代表作《杜子春》、《定婚店》與《辛公平上仙》。《辛公平上仙》是一篇非常特異的小說，並非其文采昂揚，而是藉由鬼故事，揭發了一場行刺皇帝的秘密。

### 豪俠
豪俠小說反映在動蕩時局中，作者對正義和解困的期望:30，作品如薛調《無雙傳》、裴鉶《崑崙奴傳》、李公佐《謝小娥傳》、袁郊《紅線傳》、杜光庭《虬髯客傳》。《無雙傳》中，美少女無雙被掠入宮中，得俠士營救，給予奇藥，可假死三天以脫身:94。傳奇中，俠女形象更受讚賞，如《紅線傳》中的紅線女，紅線女為了嚇怕主人的仇敵，深夜偷走其床邊的金盒，使敵人知道自己身陷險境，急忙退避；紅線女之後離開主人，入山為尼:85-86。此外還有《謝小娥傳》的謝小娥，《聶隱娘傳》的聶隱娘等。《虬髯客傳》講述隋末群雄並起時，虬髯客伺機奪取天下，見到李世民後，立即意識到他才是真命天子，於是把財產全部轉贈李靖；李靖匡扶李世民，虬髯客則到海外扶餘國稱王:133。《虬髯客傳》中英雄形象的刻畫藝術，在文言小說中「達了高潮」，後世無出其右:117。

### 歷史
傳奇中的歷史小說，有郭湜《高力士外傳》、姚汝能《安祿山事跡》、陳鴻《長恨歌傳》及《東城老父傳》、無名氏《李林甫外傳》等。《高力士外傳》講述高力士在安史之亂中陪伴唐玄宗逃亡的經過，以及二人的討論。《長恨歌傳》寫唐玄宗與楊貴妃的愛情故事，楊貴妃死於馬嵬，玄宗被迫退位，最後玄宗神會楊貴妃。:84-85

## 篇幅
傳奇多在3000字以下，如《離魂記》僅500字，《古鏡記》、《柳氏傳》、《枕中記》都大概1000字:177、229:82，《李娃傳》3558字，已是長篇:319；最特殊的是夾雜白話的《游仙窟》，長達8000字:84。

## 文學特色
唐代作者改變態度，文人開始有意識的寫作小說，視小說為有價值的文學作品，往往加入作者的思想，於篇末加議論:230:75。傳奇一般文體簡潔洗練，多用四字句:230、232，文風優雅自然，寫實又充滿幻想，常用誇張、諷刺、象聲、雙關、映襯等修辭手法，並運用伏筆，前後呼應:69、79-81。唐代以前，中國小說創作基本上處於萌芽狀態，到了唐代，才建立相當完整的短篇小說形式，由雜記形式的殘叢小語，變成洋洋大篇的文章；由三言兩語的記錄，變成複雜的故事描繪，篇幅較長，頗事鋪敘、描寫:6:125，如《會真記》（又稱《崔鶯鶯傳》、《鶯鶯傳》）、是中國文學史上首次詳細描述青春期中的少女，寫出她的渴望、彷徨、矛盾、恐懼和不知所措的種種心態:121。
傳奇典型的敘事結構，受《史記》等史傳的深刻影響，採用史家手法，往往先寫人物的生卒年代，籍貫、祖先與官職，篇末以評論作結，並指出故事來源，強調其真實性。傳奇中大量運用詩歌，包括律詩與樂府，以抒情、寫人、寫景、評價，或標示故事情節的轉折:75-77。在形式上，傳奇注意到結構，代表作品大都結構完整，情節曲折；在人物上，注意到心理性格的描寫與形象的塑造，能運用細節描寫，多方面展示人物的性格特徵，個性鮮明，如沈既濟《任氏傳》，能從多視角塑造人物性格，對話機警，巧妙處理人物三角關係；《會真記》也有多層次的性格塑造:120-121。技巧上，傳奇小說較六朝小說善於刻劃景物，渲染氣氛和描寫情態，運用詩歌以寫人寫景:77。內容上，傳奇由志怪述異，擴展到人情世態，取材於現實生活，題材較廣泛，反映廣闊生活:126，如《會真記》的故事，反映了出身門閥的士人為了門當戶對的婚姻，不惜放棄對民間女子的愛情:121。

## 結集
唐代有幾部小說集收錄傳奇小說，如牛僧孺《玄怪錄》、李復言《續玄怪錄》、薛漁思《河東記》、裴鉶《傳奇》、鄭還古《博異志》:87-88。晚唐陳翰編《異聞集》10卷，收錄了數十篇唐代小說，是第一部專門收錄傳奇的小說集:121。很多唐代傳奇原是單獨流傳的，後來收錄於宋代李昉《太平廣記》、曾慥《類說》及元代陶宗儀《說郛》等書:82。魯迅編有《唐宋傳奇集》，當中有38篇唐傳奇，11篇宋傳奇，大體界定了傳奇的定義:21:41。

## 評價
自宋代以來，唐代傳奇大受好評，宋朝洪邁稱讚傳奇篇幅雖短，但十分感人，可與唐詩比美：「唐人小說，小小情事，淒惋欲絕，洵有神遇而不自知者，與詩律可稱一代之奇。」:79魯迅指出傳奇的修辭與寫作技巧，都比六朝小說大有進步：「小說亦如詩，至唐代而一變，雖尚不離於搜奇記逸，然敘述宛轉，文辭華豔，與六朝之粗陳梗概者較，演進之迹甚明，而尤顯者乃在是時則始有意為小說。……大率篇幅曼長，記敘委曲，時亦近於俳諧。」:75文學史家莫宜佳認為，唐代傳奇描寫人物感情細緻複雜，敘事技巧尤勝於後世白話小說，能透過不同的視角和回顧，給讀者留下想像和判斷的空間，明代白話小說與之相比，有如「倒退」:141、145。

## 影響

### 小說方面
傳奇是中國有意識創造小說的開端:204，是一種前所未有虛構性敘事文體:284，開文言短篇小說的正宗，自此「傳奇」體與「筆記」體分家，後者以真實記錄為主，傳奇則是文學創作:242。傳奇主題豐富多元化，後世短篇小說主題雖略有變化，但並未超出傳奇的主題模式；傳奇並開拓了以狐仙為愛情小說主角的寫法，對後世小說創作有深刻影響，清代蒲松齡最著名的愛情小說，都是圍繞狐仙、美女而發展:89、120。傳奇創造許多典型的人物形象，如紅線女和聶隱娘，成為中國女英雄的象徵；《虬髯客傳》中，文言小說中英雄形象的刻畫藝術達致高峰，後世不能相比:86、117，此篇受追認為後世武俠小說的始祖，為武俠小說「開了許多道路」；《會真記》不但是傳奇的代表作，也是千年間中國最著名的愛情小說。傳奇不斷受後人改寫改編，如李公佐《謝小娥傳》，為明代凌濛初加工改寫:122、86；明代瞿祐《剪燈新話》若干故事，改寫自傳奇:35；受《枕中記》影響，《聊齋誌異》中有「續黃梁」，王韜作有《反黃梁》:204。
不少傳奇小說東渡日本，例如日本人尤其喜愛《遊仙窟》，室町時代，《李娃傳》改編為《李娃物語》:145-146，《補江總白猿傳》衍生出《白菊夫人猿掛岸勇射怪骨》（1766年刊）等作品:133、93，芥川龍之介重寫了《杜子春》的故事。

### 戲曲方面
早在南宋，已有改編自唐傳奇的雜劇:117-118；元、明兩代雜劇，以及明、清兩代傳奇，許多亦取材於唐傳奇。改編《鶯鶯傳》的劇本多達70多個，最著名的是元代王實甫《西廂記》:122。李朝威《柳毅傳》改寫成元代尚仲賢《柳毅傳書》、清代李漁《蜃中樓》等戲曲:92；陳鴻《長恨歌傳》寫唐玄宗與楊貴妃的愛情故事，相同主題見於白樸《梧桐雨》、洪昇《長生殿》等戲曲:84；馬致遠雜劇《黃梁夢》、湯顯祖《邯鄲記》，都改編自《枕中記》:204；陸采的《明珠記》，改編自《無雙傳》:146，湯顯祖亦改編《霍小玉傳》為戲曲《紫釵記》；袁郊《紅線傳》，20世紀梅蘭芳搬演為京劇:124、85。

## 翻譯
傳奇譯為英語、德語、日語等。李豪偉（Howard S. Levy）英譯張鷟《遊仙窟》，寫成The dwelling of playful goddesses: China's first novelette一書，1965年東京出版:83；杜德橋（Glen Dudbridge）英譯白行簡《李娃傳》，寫成The tale of Li Wa :study and critical edition of a Chinese story from the ninth century一書，1983年倫敦出版；馬幼垣和劉紹銘編集Traditional Chinese Stories: Themes and Variations，英譯26篇自唐至清廣義的「傳奇」故事:xxii；托馬斯·蒂洛（Thomas Thilo）德譯多篇傳奇，寫成Der Fremde mit dem Lockenbart一書，1989年柏林出版:69；吉川幸次郎日譯10篇傳奇，寫成《唐宋傳奇集》，1944年東京出版；前野直彬譯成《唐代傳奇集》，1964年東京出版:23。

### 書目
- 廖玉蕙.  5版1刷. 臺灣: 時報出版. 2012-05-18 [2012]. ISBN 978-957-135-536-8 （中文）.（繁體中文）

## 外部連結
- 「唐傳奇選輯 （页面存档备份，存于）」，中國哲學書電子化計劃。
- 許建崑：〈唐傳奇歷史素材的借取與再創 （页面存档备份，存于）〉。
- 蔡寶琪：〈唐傳奇愛情小說的男性形象 （页面存档备份，存于）〉。
- 黃美珍：〈由創作心理論唐傳奇愛情小說之藝術特徵 （页面存档备份，存于）〉。
- 趙修霈：〈試析「審醜」的傳奇手法：以十一篇宋傳奇為例 （页面存档备份，存于）〉。